# Black Box - La scatola nera
Black Box - La scatola nera (Boîte noire) è un film del 2021 diretto da Yann Gozlan.

## Trama
Mathieu Vasseur è ingegnere aeronautico laureato all'ENAC. Agente della BEA sposato con Noémie, che lavora anch'ella nell'industria aeronautica. La BEA è incaricata di indagare su un incidente aereo eccezionale e senza precedenti: l'incidente del volo Dubai-Parigi a Bellevaux, precipitato nelle Alpi dell'Alta Savoia. A bordo dell'aereo, un moderno velivolo a lungo raggio della European Airlines, c'erano 300 persone e 16 membri dell'equipaggio, nessuno dei quali è sopravvissuto all'incidente. Le ragioni del disastro sono sconosciute. L'agenzia ha poi analizzato meticolosamente la scatola nera dell'aereo nei suoi locali all'aeroporto di Le Bourget.
Mathieu prende in mano l'incarico dopo la misteriosa scomparsa del suo superiore Victor Pollock all'inizio dell'indagine.
In un primo momento, l'ascolto del CVR - che registra le comunicazioni radio, le voci e i rumori ambientali nella cabina di pilotaggio - lo porta a concludere che un terrorista islamico si è introdotto nell'aereo e lo ha fatto precipitare. Ma questa soluzione non lo soddisfa, alcuni dettagli lo portano a cercare un'altra causa dell'incidente. Considera l'ipotesi di un guasto tecnico dell'aereo e per sostenerlo ruba una relazione tecnica riservata dal computer della moglie, Noémie, mettendola in una situazione molto delicata dal punto di vista professionale e causando la rottura del suo matrimonio. Il suo forte coinvolgimento in questa indagine mette a rischio anche la sua salute mentale. Anche il suo supervisore e i suoi colleghi non lo sostengono nei suoi sforzi, la sua situazione professionale si deteriora e alla fine porta al suo trasferimento disciplinare.
Gli viene in mente una nuova ipotesi, confermata da strane interferenze sulla registrazione, quella di un hackeraggio delle reti informatiche dell'aereo. Sospetta che Xavier Renaud, a capo dell'azienda Pegase Security che progetta questi sistemi informatici, abbia cospirato con Victor Pollock per nascondere la verità e preservare la sua azienda. Contatta Caroline Delmas, una giornalista di Mediapart che sta indagando sull'incidente, ma lei si rifiuta di scrivere un articolo ritenendo che non abbia prove sufficienti. Tuttavia, lei gli parla di un certo David Keller, un ricercatore di sicurezza informatica che ha già tentato di hackerare gli aerei. Mathieu pensa di averlo riconosciuto dai video postati dai passeggeri durante il volo sui social network e che potrebbe trattarsi di un tentativo di hacking andato male.
Prima di lasciare il suo lavoro alla BEA, si rende conto che le registrazioni audio di un incidente di elicottero a cui stava lavorando poco prima dell'incidente sono state alterate da Victor Pollock dopo il momento dell'incidente. Quando li riascolta riesce a distinguere una serie di numeri che si rivelano essere delle coordinate GPS; lo conducono ad uno stagno, sul fondo del quale trova la vera registrazione della scatola nera dell'aereo confermando la sua ipotesi di un hacking andato male. La registrazione è seguita da un video di Victor Pollock che spiega di aver lavorato segretamente per diversi anni con Xavier Renaud che lo ha costretto a falsificare le scatole nere. Mathieu ha appena il tempo di inviare la registrazione tramite trasferimento online prima di essere individuato. Inseguito da due uomini, fugge e rimane ucciso in un incidente d'auto causato da un hackeraggio del sistema elettronico del veicolo.
Al Salone internazionale dell'aeronautica e dello spazio di Parigi-Le Bourget, Xavier Renaud inizia una presentazione pubblica a nome della sua azienda e Noémie coglie l'occasione per trasmettere pubblicamente la registrazione della confessione di Victor Pollock e la notizia della falsificazione delle scatole nere, questo porta all'arresto Xavier Renaud.

## Distribuzione

### Data di uscita
Le date di uscita internazionali nel corso del 2021 sono state:
- 8 settembre in Belgio (Boîte noire), Canada, Francia
- 10 settembre in Turchia (Kara Kutu)
- 16 settembre in Portogallo (Caixa Negra)
- 28 ottobre in Germania (Black Box - Gefährliche Wahrheit)
- 5 novembre in Svizzera
- 11 novembre in Israele (Ha'Koufsa Ha'Shkhora)
- 18 novembre in Singapore
- 3 dicembre in Spagna (Black Box)
- 9 dicembre in Ucraina (Чорна скринька)

Le date di uscita internazionali nel corso del 2022 sono state:
- 6 gennaio in Russia (Черный ящик)
- 13 gennaio in Kazakistan
- 21 gennaio in Giappone (ブラックボックス：音声分析捜査?)
- 2 febbraio in Indonesia (Black Box)
- 7 aprile in Brasile (Caixa Preta)
- 29 aprile negli Stati Uniti d'America (Black Box)
- 12 maggio in Messico (Caja Negra)
- 24 giugno in Polonia (Czarna skrzynka)
- 6 luglio in Italia

## Accoglienza

### Incassi
Il film ha incassato un totale mondiale di 9738741 $.

### Critica
Sul sito web di recensioni Rotten Tomatoes, il film ha un rating di approvazione del 93%, sulla base di 14 recensioni, e un voto medio di 7,1/10.

### Aneddoto
Per la scena del ricevimento organizzato dagli ENAC Alumni, la troupe cinematografica ha chiamato veri diplomati della École nationale de l'aviation civile.

## Riconoscimenti
- 2022 – Premio César
  - Candidato per il miglior attore a Pierre Niney
  - Candidato per la migliore sceneggiatura originale a Yann Gozlan, Simon Moutaïrou e Nicolas Bouvet-Levrard
  - Candidato per la migliore musica a Philippe Rombi
  - Candidato per il miglior sonoro a Nicolas Provost, Nicolas Bouvet-Levrard e Marc Doisne
  - Candidato per il miglior montaggio a Valentin Féron